# Filippo Randazzo

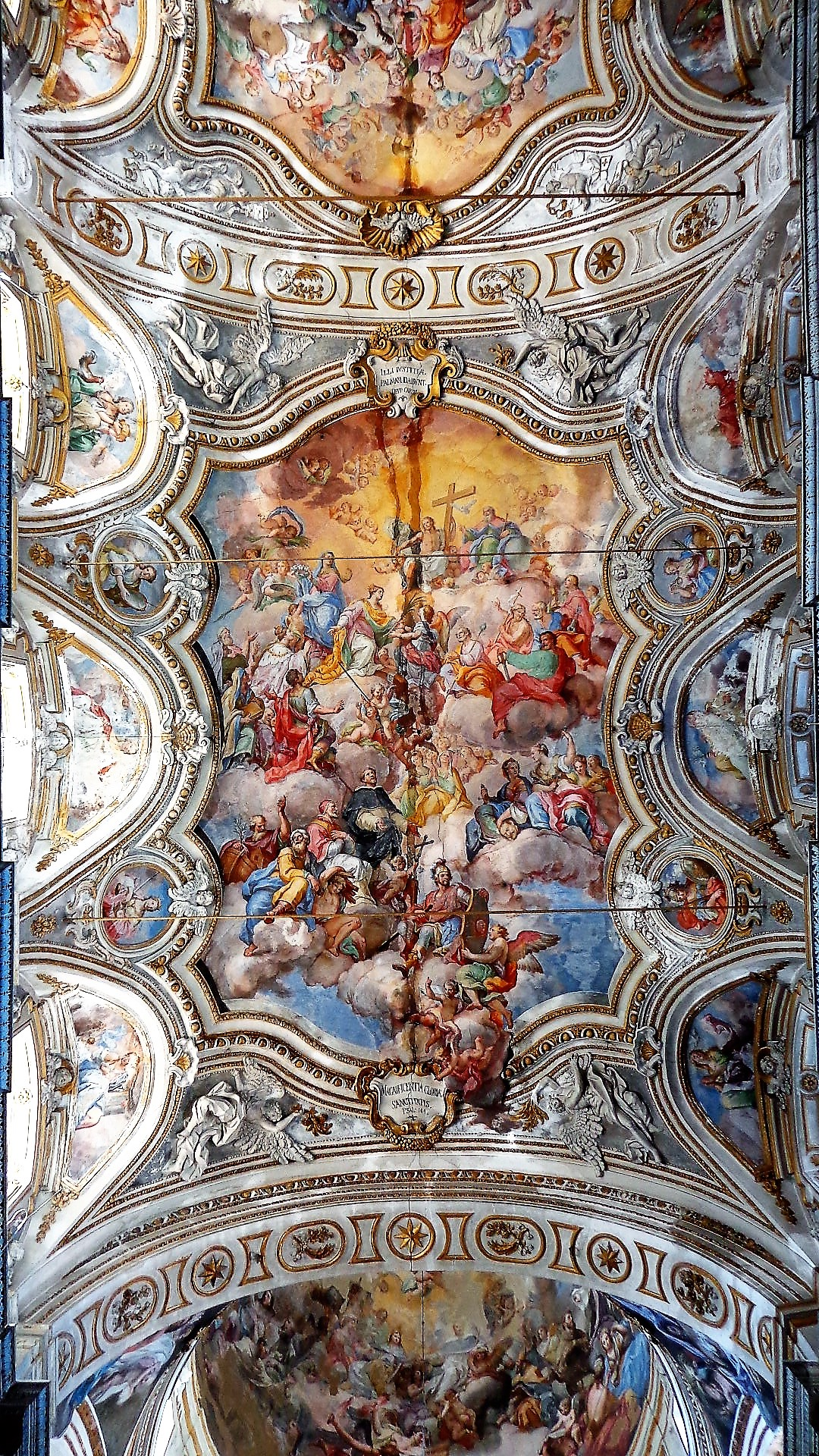
Trionfo di Santa Caterina, affresco volta navata della chiesa di Santa Caterina d'Alessandria di Palermo.

Filippo Randazzo (Nicosia, 1695 – Palermo, 1748) è stato un pittore italiano, esponente del classicismo siciliano.

## Biografia
Grazie al patrocinio del barone G. Antonio La Motta di Sant'Agrippina di Messina, si recò a Roma nella scuola di pittura "Accademia del Nudo" di Sebastiano Conca, il principale rappresentante del classico tardo barocco. 
Tornato in Sicilia lavorò nella sua città natale e poi a Palermo. Collaborò con Francesco Ferrigno, Gaspare Serenari, Olivio Sozzi insieme e suo figlio Mariano Randazzo.
Era soprannominato "Monocolo di Nicosia" poiché cieco da un occhio.

## Opere

### Agrigento e provincia
- XVIII secolo, Madonna raffigurata con Sant'Agata e San Francesco di Sales, chiesa di San Francesco d'Assisi di Casteltermini.
- XVIII secolo, Anime Sante del Purgatorio, pala d'altare, opera custodita sull'altare maggiore della chiesa di San Giacomo Apostolo, oggi del Purgatorio di Licata.
- Complesso conventuale del monastero del Santissimo Rosario della chiesa di Maria Santissima del Rosario di Palma di Montechiaro: 
  - XVIII secolo, Ciclo, affreschi su medaglioni di forma ellissoidale: Davide in preghiera, Giuseppe venduto dai fratelli, Giobbe, Roveto ardente, Sansone caricato delle porte, Abramo che sta per immolare Isacco, Mosè che innalza il serpente, Uva portata dalla terra promessa, Giona che esce dalla balena, ..., ...
  - XVIII secolo, Madonna del Rosario e 15 medaglioni dei Misteri.

### Enna e provincia
- Chiesa di San Calogero di Nicosia:
  - XVIII secolo, Re Magi, olio su tela.
  - XVIII secolo, Episodi del Vangelo, affreschi parietali.
- Chiesa di San Francesco di Paola di Nicosia: 
  - XVIII secolo, San Francesco di Paola e San Francesco di Sales, olio su tela.
  - XVIII secolo, Madonna e Sante Vergini, olio su tela.
  - XVIII secolo, Madonna raffigurata San Francesco di Paola, San Nicola di Bari e San Domenico, olio su tela.
- Cattedrale di San Nicolò di Nicosia: 
  - XVIII secolo, Sacra Famiglia.
  - XVIII secolo, Immacolata Concezione.
- 1746, Committenza dell'abate Girolamo Colonna, dei canonici e del priore dell'abbazia di San Filippo d'Agira. 
  - Madonna del Rosario.
  - Madonna di Monserrato.
  - Gran Conte Ruggero.
  - Girolamo Colonna, ritratto.

### Palermo e provincia
- XVIII secolo, Vita di Maria, episodi raffigurati nel ciclo di affreschi, opere realizzate con la collaborazione di Filippo Tancredi presenti nella chiesa degli Agonizzanti di Carini.
- XVIII secolo, Sant'Onofrio, dipinto, opera custodita nella chiesa di San Francesco d'Assisi di Ciminna.
- XVIII secolo, Gloria di San Benedetto, dipinto, opera custodita chiesa madre di Santa Maria Maddalena di Ciminna.
- 1735, Trionfo di San Benedetto, monastero del Santissimo Salvatore di Corleone.
- XVIII secolo, Sante Vergini, chiesa di San Giuliano di Geraci Siculo.
- 1733, San Francesco che riceve le indulgenze raffigurante la Madonna con bambino ritratta nell'atto di consegnare l'indulgenza a San Francesco d'Assisi e Santa Chiara, opera autografa custodita nella chiesa del Collegio di Maria o San Vincenzo Ferreri di Marineo.
- XVIII secolo, Sacra Famiglia raffigurata con Sant'Anna e San Gioacchino, attribuzione, basilica di Sant'Agata Vergine e Martire di Montemaggiore Belsito.
- XVIII secolo, Affreschi, chiesa del Crocifisso di Montemaggiore Belsito.

#### Palermo
- 1741 - 1743, Sacrificio di Dio, chiesa di San Matteo al Cassaro.
- XVIII secolo, Santa Rosalia coronata dalla Vergine Maria, chiesa di Sant'Ignazio all'Olivella.
- 1744, Ciclo, affreschi della volta raffiguranti il Trionfo di Santa Caterina e la Gloria delle Domenicane, opere presenti nella chiesa di Santa Caterina d'Alessandria.[1]
- 1728, Martirio di Sant'Ippolito, olio su tela, opera documentata per la chiesa di Sant'Ippolito.
- 1728, Madonna del Rosario raffigurata con Santa Rosalia e Santi Domenicani, olio su tela, opera documentata per la chiesa di Sant'Ippolito.
- 1728, Immacolata con i Ss. Filippo Neri, Antonio da Padova e Giovanni Evangelista, olio su tela, opera documentata per la chiesa di Sant'Ippolito.

#### Termini Imerese
- 1733, Madonna in gloria, olio su tela documentato nel duomo di San Nicola di Bari.

### Trapani e provincia
- 1737, Quattro Santi, olio su tela, opera custodita nella Cappella dei Quattro Incoronati della basilica di Santa Maria Assunta di Alcamo.
- San Castrenze (XVIII secolo), tela ovale, Museo d'arte sacra di Alcamo
- Addolorata (1735), tela ovale, Museo d'arte sacra di Alcamo